# Armia Wyzwolenia Lesotho
Armia Wyzwolenia Lesotho (angielski, Lesotho Liberation Army), LLA – opozycyjna armia partyzancka utworzona w Lesotho w latach 70. Stanowiła zbrojne skrzydło Partii Sotho (BCP).
Partia Sotho (BCP) wygrała pierwsze wolne wybory w 1970 roku. Wyniki wyborów unieważnił premier Leabua Jonathan, który rozwiązał parlament, zawiesił konstytucję i ogłosił stan wyjątkowy. Wprowadzenie dyktatorskich rządów skłoniło BCP w stronę walki partyzanckiej. Lider partii Ntsu Mokhehle z emigracji przewodził działalnością partii oraz nadzorował utworzenie jej skrzydła zbrojnego, Armii Wyzwolenia Lesotho. Ta skłaniająca się w stronę maoizmu partyzancka armia ściśle sprzymierzona była z Kongresem Panafrykańskim (PAC). Pierwsze ataki LLA rozpoczęła w maju 1979 roku. Mokhehle twierdził, że dysponuje 500-1000 żołnierzami przeszkolonymi przez Libię. Ugrupowanie prowadziło również działalność dywersyjną. Celami LLA oprócz rządu Lesotho stały się obiekty państw zachodnich (w tym centrum kultury Stanów Zjednoczonych czy samochód ambasadora RFN). Partyzantka pomimo ogromnych różnić ideologicznych uzyskała niewielkie wsparcie ze strony RPA. Rząd tego kraju zezwolił partyzantom na pobyt na terenie RPA (podyktowane to było trwającym konfliktem pomiędzy RPA a rządem premiera Jonathana). Konflikt zakończył się na początku lat 90. a BCP odniosła sukces w wyborach parlamentarnych w 1993 roku.